# Моретон, Беркли Бэзил, 4-й граф Дюси
Беркли Бэзил Моретон, 4-й граф Дюси (англ. Berkeley Basil Moreton, 4th Earl of Ducie ; 18 июля 1834 — 7 августа 1924) — британский пэр, политик и скотовод в Австралии. Он был членом Законодательного собрания Квинсленда и Законодательного совета Квинсленда.

## Ранняя жизнь
Беркли Бэзил Мортон родился 18 июля 1834 года в Вудчестере, Глостершир, Англия. Четвёртый сын Генри Рейнольдса-Моретона, 2-го графа Дюси (1802—1853), и его жены Элизабет Даттон (1807—1865), дочери Джона Даттона, 2-го барона Шерборна. Он получил образование в школе Рагби и учился в колледже Магдалины в Оксфорде.

## Австралийские годы
Беркли Моретон прибыл в Австралию 27 ноября 1855 года. Моретон стал скотоводом на станции Уэтерон в регионе Норт-Бернетт в Квинсленде. Он стал известен в округе как хороший наездник и коневод, оказывал гостеприимство и умело владел руками в бою.
13 октября 1862 года он женился на Эмили Элеоноре Кент (? — 7 июля 1921), дочери Джона Кента, эсквайра, комиссара ФРГ королевских земель округа Митчелл и покойного помощника генерального комиссара вооруженных сил Его Величества. В 1869 году его брат Сеймур Моретон (1841—1905) женился на другой из дочерей Джона Кента. Несколько детей родились у Беркли Моретона и его жены на станции Уэтерон.
30 августа 1870 года он стал членом Законодательного собрания Квинсленда, когда был избран от округа Бернетт; этот срок закончился 24 октября 1871 года.
7 ноября 1873 года он снова стал членом Законодательного собрания Квинсленда, когда был избран от округа Мэриборо; этот срок закончился 16 марта 1875 года.
В марте 1880 года он был председателем-основателем Дивизионного совета Роубелля, района местного самоуправления, окружающего город Гайнда.
1 октября 1883 года он стал членом Законодательного собрания Квинсленда в третий раз, когда был избран (снова) от округа Бернетт, которое он занимал до 12 мая 1888 года. В течение этого периода он недолго исполнял роль Квинсленда. Генеральный почтмейстер с 17 марта 1885 года по 22 апреля 1885 года. За этим последовали три года на посту министра народного просвещения с 17 апреля 1885 года по 13 июня 1888 года, что частично совпадало с его двухлетним пребыванием на посту министра по делам колоний с 1 апреля 1886 года по 13 июня 1888 года.
25 мая 1888 года он был назначен членом Законодательного совета Квинсленда. Хотя такие назначения были пожизненными, 25 июня 1891 года он решил уйти в отставку.
17 июля 1901 года он снова был пожизненно назначен членом Законодательного совета Квинсленда; это назначение закончилось 23 марта 1922 года, когда Совет был упразднен.

## Пэрство
28 октября 1921 года умер старший брат Беркли Моретона Генри Рейнольдс-Моретон, 3-й граф Дюси (1827—1921), и Беркли Мортон стал 4-м графом Дюси. Поскольку у третьего графа был сын Генри Рейнольдс-Моретон, лорд Моретон (1857—1920) , Беркли Моретон не ожидал, что унаследует титул, но ситуация изменилась 28 февраля 1920 года, когда его племянник Генри Рейнольдс-Моретон умер раньше своего отца, 3-го графа Дюси.
23 февраля 1922 года он уехал из Квинсленда в Англию, чтобы вступить во владение поместьем в Глостершире и занять свое место в Палате лордов.
Беркил Моретон скончался в 1924 году и был похоронен на кладбище Святого Леонарда в Тортворте.

## Дети
- Леди Элеонора Элис Моретон
- Леди Эвелин Беатрис Моретон (? — 14 декабря 1942)
- Леди Констанс Этель Моретон ? — 28 августа 1952)
- Леди Мэй Изабель Моретон (? — 14 августа 1957)
- Сесил Агнес Моретон (? — 10 сентября 1871)
- Леди Беатрис Лилиан Моретон (? — 1934)
- Леди Ада Джорджина Моретон (? — сентябрь 1963)
- Кэпел Генри Беркли Рейнольдс Моретон, 5-й граф Дюси (16 мая 1875 — 17 июня 1952)
- Леди Ирменгард Моретон (1879 — 13 апреля 1977)
- Достопочтенный Элджернон Говард Моретон (2 мая 1880 — 23 июня 1951).